# Dawkins vs. Gould
Dawkins vs Gould: la Supervivencia del más Apto es un libro acerca de los diferentes puntos de vista de los biólogos Richard Dawkins y Stephen Jay Gould por el filósofo de la biología Kim Sterelny. Cuando se publicó por primera vez en el año 2001 se convirtió best-seller. Una nueva edición se publicó en 2007 para incluir el libro de Gould, La Estructura de la Teoría Evolutiva, terminado poco antes de su muerte en 2002, y las más recientes obras de Dawkins. La sinopsis de este artículo es de la publicación de 2007.

## Sinopsis

### Parte I. Batalla central
En el capítulo introductorio, el autor señala que ha habido muchos conflictos en biología. Sin embargo, pocos han sido tan públicos o tan polémicos como el de Dawkins y Gould. Dawkins ve la evolución como una competencia entre linajes genéticos, donde los individuos son vehículos para esos genes. Gould, un paleontólogo en la tradición de George Gaylord Simpson, tiene una perspectiva diferente. Por ejemplo, él ve la oportunidad como muy importante y considera que los organismos son más importantes que los genes. Sus puntos de vista mundiales más amplios también difieren, por ejemplo, tienen creencias muy diferentes sobre la relación entre religión y ciencia.

### Parte II. El mundo de Dawkins
Comienza con una discusión sobre genes y linajes genéticos (capítulo 2). El punto de vista de Dawkins sobre la naturaleza de la evolución, como se describe en The Selfish Gene, tiene a los genes como unidades de selección, tanto en los primeros replicadores como en organismos más complejos, donde se forman alianzas de genes (y a veces se rompen). Luego analiza en el capítulo 3, la visión de Dawkins de la heredabilidad, con genes como fabricantes de diferencias que satisfacen los principios del replicador y tienen poder fenotípico, lo que aumenta la probabilidad de expresión fenotípica, dependiendo del contexto ambiental. En el capítulo 4, discute aspectos de genomas y replicación genética, usando varios ejemplos. Señala que en una historia sobre la agresión de la urraca, "la historia de Dawkins será sobre genes y vehículos", mientras que Gould y otros la describirán en términos de aptitud fenotípica. (p. 39) Discute las formas en que los genes "avanzan hacia la próxima generación", incluidos los genes que son solitarios, o "forajidos", y que promueven su propia replicación a expensas de otros genes en el genoma de su organismo. A continuación, analiza el papel de los fenotipos extendidos, en los que los genotipos que influyen en su entorno aumentan aún más la probabilidad de replicación (capítulo 4). El Capítulo 5 explora los genes egoístas y la selección dentro del reino animal, la cooperación en oposición al altruismo, los niveles de selección y la evolución de la evolución misma. 
En el capítulo 6, Sterelny señala que "a pesar del calor de una retórica reciente, lo mismo puede decirse del papel de la selección en la generación del cambio evolutivo" (p.67) y el adaptacionismo ingenuo. "Todos aceptan que muchas características de los organismos no son el resultado directo de la selección", como en el ejemplo del enrojecimiento de la sangre, que es un subproducto de sus propiedades transportadoras de oxígeno. (p.70) Numerosas verdades generales son indiscutibles. Tampoco hay desacuerdo entre Gould y Dawkins en casos centrales, como la ecolocalización en murciélagos, que "todos concuerdan es una adaptación". (p.71) Sin embargo, difieren en el papel relativo de la selección y la variación. Por ejemplo, tienen diferentes énfasis en el desarrollo. Las limitaciones del desarrollo son fundamentales para el enfoque de Gould. Dawkins otorga menos peso y ha estado más interesado en las posibilidades mejoradas abiertas a los linajes como resultado de las revoluciones del desarrollo. Por ejemplo, la evolución de la segmentación aumenta las posibilidades de variación y "vuelve a temas similares al final de The Ancestor's Tale: "las principales transiciones en la evolución son transiciones de desarrollo, transiciones que hacen posible nuevas variantes y, por lo tanto, nuevos complejos de adaptación posibles". (pp. 77-78)
"Gould, por otro lado, se inclina a apostar que la variedad de posibilidades abiertas a un linaje está estrechamente restringida, a menudo a variantes menores de su estado actual". (p.78) Gould considera que la estabilidad morfológica es "probablemente explicada por restricciones en el suministro de variación a la selección". (p.78) Pero mientras que en su obra anterior, Gould consideraba la oferta de variación como un freno al cambio evolutivo, en La estructura de la teoría evolutiva observa cuidadosamente que también puede aumentar las posibilidades de cambio. "Así que, mientras Dawkins y Gould reconocen el papel central de la biología del desarrollo en una explicación del cambio evolutivo, hacen diferentes apuestas sobre cuál será el papel. Gould pero no Dawkins piensa que uno de estos roles es como un freno". Otra diferencia es la concepción de Dawkins del problema central de la biología evolutiva como explicación de la complejidad adaptativa, mientras que Gould se ha centrado principalmente en la existencia de patrones a gran escala en la historia de la vida que no se explican por la selección natural. "Un desacuerdo adicional se refiere a la existencia e importancia de estos patrones", (página 79) que lleva a la Parte III.

### Parte III. La vista desde Harvard (Gould)
Al discutir la perspectiva de Gould, Sterelny comienza con dos distinciones fundamentales que Gould vio entre su punto de vista y el de Dawkins. En primer lugar, Gould pensó que los seleccionistas de genes tergiversan el papel de los genes en la microevolución, atribuyendo un papel causal en la evolución, en lugar del registro de subproductos del cambio evolutivo. Además, los biólogos evolutivos a menudo han descuidado las posibilidades no selectivas cuando formulan hipótesis sobre el cambio microevolutivo. Por ejemplo, las diferencias sexuales contemporáneas en hombres y mujeres humanos no necesitan ser adaptaciones, sino que podrían ser vestigios evolutivos de un mayor dimorfismo sexual en las especies ancestrales.
Pero el objetivo principal de Gould es el "extrapolacionismo", que se refiere a la relación entre los procesos evolutivos que ocurren dentro de las especies y los de las historias de vida a gran escala. Desde este punto de vista, la evolución de los linajes de especies es un agregado de eventos a escala de población local, con cambios importantes que son el resultado aditivo de cambios menores en generaciones sucesivas. Mientras no disputa la relevancia de esto, Gould argumentó que no es toda la verdad. "De hecho, no es una exageración decir que la vida profesional de Gould ha sido una larga campaña contra la idea de que esta historia de la vida no es más que la larga y larga acumulación de eventos locales". (página 86) Sterelny ofrece cuatro aspectos destacados para ilustrar esto.
En primer lugar, el equilibrio puntuado, en el que surgen nuevas especies por una división en una especie parental, seguida de una especiación geológicamente rápida de uno o ambos fragmentos. Entonces se produce un período de éxtasis hasta que la especie se extingue o se divide nuevamente. Gould argumentó que el equilibrio puntuado desafía el cambio gradual esperado por los extrapolacionistas. En el caso de la evolución homínida, existe la tendencia evolutiva de un marcado aumento en el tamaño del cerebro. Para Gould, esta tendencia fue el resultado de la clasificación de especies, en la que las especies con cerebros relativamente más grandes tenían más probabilidades de aparecer o sobrevivir.
En segundo lugar, en sus escritos de Historia Natural, Gould solía argumentar que la historia de la vida se vio profundamente afectada por las extinciones masivas causadas por catástrofes ambientales, como el impacto de asteroides que causó el evento de extinción del Cretácico-Paleógeno, que eliminó pterosaurios, grandes reptiles marinos y no los dinosaurios aviares hace 66 millones de años. Tal extinción masiva sería repentina no solo en la escala de tiempo geológica más grande, sino también en la ecológica más efímera. "Las propiedades que son visibles para la selección y la evolución en las poblaciones locales -el grado en que un organismo se adapta a la vida aquí y ahora" se vuelven irrelevantes para las perspectivas de supervivencia en tiempos de extinción masiva. La supervivencia o la extinción en los episodios de extinción masiva determina la forma a gran escala del árbol de la vida". El sacrificio masivo de sinápsidos al final del Pérmico "dio a los dinosaurios su oportunidad. La muerte de los dinosaurios abrió la puerta a la iradiación de los mamíferos". (p 89)
En tercer lugar, en Wonderful Life, Gould describe la fauna de los Enquistos de Burgess, que se conoce en detalle debido a la preservación fortuita del tejido duro y blando hace unos 505 millones de años. Gould sostiene que la fauna de los Enquistos de Burgess demuestra tanto la diversidad de especies como la disparidad de los planes corporales. Él acepta que la diversidad probablemente ha aumentado en los últimos millones de años, pero argumenta que la disparidad de la vida animal alcanzó su punto máximo al principio de la historia evolutiva, con muy poca disparidad generada desde el Cámbrico, y el profundo conservadurismo en los linajes sobrevivientes. Por ejemplo, a pesar de la diversidad en las especies de escarabajos, sus planes corporales siguen el mismo patrón general. Él argumenta que la supervivencia ha sido contingente, y que si la cinta de la vida se repitió desde el Cámbrico más temprano, con pequeñas alteraciones en las condiciones iniciales, un conjunto diferente de sobrevivientes pudo haber evolucionado.
En cuarto lugar, en The Spread of Excellence, "Gould argumenta que las tendencias evolutivas no son las consecuencias ampliadas de las interacciones competitivas entre organismos". (p.90) Por ejemplo, los cambios morfológicos en los caballos no son el resultado acumulativo del éxito competitivo de los caballos mejor adaptados al pastoreo. "Más bien, Gould argumenta que esta tendencia es realmente un cambio en la propagación de la variación dentro del linaje de los caballos", que solía ser rica en especies con una amplia gama de estilos de vida y tamaños. "Pero solo unas pocas especies sobrevivieron, y esas pocas resultan ser caballos grandes. El caballo promedio es más grande ahora solo porque casi todas las especies de caballos se extinguieron, y los pocos sobrevivientes pasaron a ser algo atípicos", y no hay tendencia evolutiva hacia el aumento de tamaño. (p.91) De manera similar con la complejidad. Si bien la complejidad ha aumentado con el tiempo, es engañoso ver esto simplemente como una tendencia hacia una mayor complejidad, desde organismos simples como bacterias hasta organismos complejos como nosotros. Por el contrario, ha aumentado la distancia desde el organismo vivo menos complejo al más complejo. "El fenómeno real que debe explicarse es este aumento en la variación más que una tendencia al alza en la complejidad promedio. Gould sostiene que no existe tal tendencia". (p.92)
Sterelny señala dos cuestiones que surgen de la consideración del caso de Gould contra el extrapolacionismo. "¿Son los patrones en la historia de la vida que él afirma detectar reales? ¿Y estos patrones realmente muestran la existencia de mecanismos evolutivos distintos de los que operan a escala de las poblaciones locales?" (p.92)
Sterelny luego esboza en el capítulo 8 la hipótesis de equilibrio puntuado de Gould y Eldredge. Argumentaron que la apariencia de estabilidad en la evolución de las especies no es un mero efecto de la imperfección del registro fósil. Más bien, es el resultado de tempos discontinuos de cambio en el proceso de especiación y el despliegue de especies en el tiempo geológico. Sterelny observa que esta hipótesis ha sido malentendida de dos maneras importantes. En primer lugar, en algunas de las primeras discusiones sobre la idea, el contraste entre el tiempo geológico y el ecológico se difuminó, con Gould y Eldredge interpretados como afirmando que las especies se originan más o menos de la noche a la mañana en un solo paso. Sin embargo, Gould y Eldredge se referían al tiempo geológico, en el que la especiación que lleva 50,000 años parecería instantánea en relación con la existencia de una especie durante millones de años. Un segundo malentendido se relaciona con un cambio evolutivo posterior a la especiación. No afirman que no haya ningún cambio generacional en absoluto. "Los linajes sí cambian. Pero el cambio entre generaciones no se acumula. En cambio, con el tiempo, la especie se tambalea sobre su significado fenotípico. El pico de Finch de Jonathan Weiner describe este mismo proceso". (p.96) Sterelny señala que, a pesar de que el registro fósil representa, por varias razones, una muestra sesgada, "el consenso parece estar cambiando el camino de Gould: el patrón de equilibrio puntuado es común, quizás incluso predominante". Sin embargo, incluso si el éxtasis es común "¿por qué suponer que esto es una mala noticia para la ortodoxia extrapolacionista?" (p.97) Él señala que "el problema no es el éxtasis sino la especiación. ¿Cómo pueden los eventos en una población local generar una nueva especie?" (p.98) Al discutir este tema, señala que "cualquier solución al problema de la especiación nos llevará más allá de los eventos en poblaciones locales observables en escalas de tiempo humanas", y "es probable que lo que explica la transformación ocasional de una población en una especie se basarán en eventos climáticos, biológicos, geográficos o geológicos a gran escala, pero raros, eventos que aíslan a las poblaciones hasta que se arraigue el cambio local ". (p.99) Señala que la especiación no es solo la acumulación de eventos en una población local, sino que depende de la integración de la población en un todo más grande. "Hay una ruptura con una versión fuerte del extrapolacionismo, pero no es una ruptura radical. Dawkins en The Ancestor's Tale, tiene una visión inclusiva de los mecanismos de especiación". (p.100) Por lo tanto, aunque "Gould exagera un tanto la adherencia de la ortodoxia a un estricto extrapolacionismo", el equilibrio puntuado es más importante que algunos de los tratamientos más "poco generosos" que se han aplicado. (pp. 100-101)
En el capítulo 9, Sterelny discute la extinción masiva y toma nota de la hipótesis de Gould de que las extinciones masivas son más frecuentes, rápidas, intensas y diferentes en sus efectos de lo que se suponía. (p.108) Además, Gould argumenta que durante tales extinciones, existen principios evolutivos que permitirían la predicción de ganadores y perdedores. "El juego tiene reglas. Pero son reglas diferentes a las de los tiempos normales ... La supervivencia de las especies no es aleatoria, pero las propiedades de las que depende la supervivencia no son adaptaciones al peligro que amenaza la extinción masiva, entonces la capacidad de permanecer latente habría mejorado tus posibilidades, pero la latencia no es una adaptación al peligro de los impactos de meteoritos ". (p.110) De manera similar, "las especies con amplios rangos geográficos, especies con amplias tolerancias de hábitat, especies cuyo ciclo de vida no las vincula demasiado estrechamente a un tipo particular de comunidad, todas tendrían más posibilidades de hacerlo", (p. 110) y esto equivale a la selección de especies. Sin embargo, como admite Gould, no hay estudios de casos bien elaborados. "En resumen, el argumento de Gould sobre la importancia de la extinción masiva depende de la opinión de que existe una diferencia cualitativa entre la extinción en masa y la extinción de fondo, y que grupos importantes han desaparecido y que de otro modo habrían sobrevivido". (p 113) Una afirmación plausible pero difícil de probar, como lo es la afirmación de que los regímenes de extinción en masa son regímenes de selección de especies.
En el capítulo 10, Sterelny discute la evidencia fósil de la fauna del Cámbrico, y cómo esto proporciona la base para el desafío de Gould a la ortodoxia gradualista. Hace aproximadamente 543 millones de años, en la base del Cámbrico, la fauna de Ediacara, caracterizada por pequeños fósiles de conchas, huellas fosilizadas y madrigueras, aparentemente desapareció. De la evidencia disponible, la diversidad de la fauna era muy limitada al comienzo del Período Cámbrico. "A mediados del Cámbrico, hace unos 520 millones de años, la vida animal era rica y diversa", (página 116) como lo demuestran los fósiles de Maotianshan, en Chengjiang, China, que "son tan espectaculares como la fauna Burgess". , y significativamente mayores ". (p.116) "Así, el registro fósil parece mostrar que la mayoría de los principales grupos de animales aparecieron simultáneamente. En la 'explosión cámbrica', encontramos gusanos segmentados, gusanos de terciopelo, estrellas de mar y sus aliados, moluscos (bivalvos, caracoles, calamares) y sus parientes), esponjas, braquiópodos y otros animales sin cáscara que aparecen todos a la vez, con su organización básica, sistemas de órganos y mecanismos sensoriales ya operativos ". (Pág. 116) "Esta explosiva iradiación evolutiva del Cámbrico parece ser única. Las plantas parecen haber surgido un poco más gradualmente ... ni hubo una iradiación similar cuando los animales invadieron la tierra ... la colonización de la tierra no vio nuevas formas de hacer un animal ". (p. 117) A pesar de las adaptaciones, los planes corporales básicos siguen siendo reconocibles. Una posibilidad es que la "explosión cámbrica" es "una ilusión generada por el hecho de que los fósiles precámbricos anteriores no sobrevivieron a nuestros tiempos" (página 117) que existe una larga historia de evolución oculta que precede a la aparición de animales multicelulares en el registro fósil. "Esto sigue siendo una opción viva. Hay embriones fósiles de animales de China que datan de hace unos 570 millones de años", (página 120) y hay muchos linajes de animales para los cuales no hay registros fósiles, posiblemente debido a que son pequeños y blandos, por lo que no deja rastros detectables. Ciertamente, la vida animal precámbrica se evidencia por los fósiles de Ediacara, pero la relación entre la fauna de estos dos períodos sigue sin estar clara. Gould estaba inclinado a apoyar la opinión de que la fauna de Ediacara se extinguió por completo antes del Cámbrico, por lo tanto no eran antepasados cámbricos, "por lo tanto, su existencia no extiende el período de tiempo de la evolución animal en el Precámbrico". (p.120)
Sin embargo, el desarrollo de métodos para calibrar las tasas de cambio en las secuencias de ADN ha dado la capacidad de estimar el último ancestro común de varios linajes. También permite la obtención de fechas de reloj molecular para linajes sin registro fósil, lo que demuestra que los fósiles fósiles cero también son antiguos. Dicha información incluye advertencias importantes en relación con la metodología, incluidas las suposiciones subyacentes de cada método. "Sin embargo, incluso las fechas más recientes de los relojes moleculares ubican los orígenes de las ramas más profundas en el árbol de la vida animal -donde las esponjas y medusas se ramifican desde los otros animales primitivos- hace más de 600 millones de años, y bastante en el Precámbrico " (p.125) Gould aceptó esto, pero notó que esto no niega la Explosión Cámbrica. Los relojes moleculares datan los orígenes, mientras que los fósiles datan de la distribución geográfica y la morfología. Los datos del reloj molecular no pueden decidir entre un cambio morfológico gradual y ráfagas evolutivas rápidas después de la divergencia inicial de las especies. "Además, Gould sostiene que el registro fósil apoya el modelo en el que el linaje se escindió mucho antes de que evolucionen las morfologías distintivas. Por eso, no encontramos fósiles precámbricos de protoartrópodos. En resumen, la hipótesis de la 'historia oculta' permanece abierta, pero también lo hace Gould al adivinar que la explosión del Cámbrico fue genuinamente explosiva en lugar de una ilusión generada por la conservación incompleta ". (pp. 125-126)
De relevancia para la hipótesis de la iradiación explosiva son los hallazgos de los sitios del Cámbrico: el Burgess (~ 505 myr), el Chengjiang (~ 522 myr) y la formación Sirius Passet en Groenlandia, que data de aproximadamente de 518 millones de años antes del presente. Sterelny describe la distinción entre disparidad y diversidad, y luego explora la afirmación de Gould de que, desde el Cámbrico, la diversidad ha aumentado, pero la disparidad ha disminuido. Desde el Cámbrico, no solo especies dentro de phyla, sino también los mismos phyla se han extinguido. Las principales subdivisiones de la vida animal son phyla, cada uno de las cuales es una forma distintiva de construir un animal. El argumento de Gould es que "el recuento de phyla del Cámbrico era más grande, quizás mucho más grande que el recuento contemporáneo. No han aparecido nuevos phyla y muchos se han ido. Esa cuenta, a su vez, es una medida razonable de disparidad. Así que la disparidad Cámbrica fue considerablemente mayor que la actual. La historia de la vida animal no es una historia de diferenciación gradualmente creciente: es una historia de proliferación inicial exuberante seguida de mucha pérdida, tal vez una pérdida repentina ". (p.129) Gould dudaba de que la selección desempeñara un papel importante en el estallido inicial de disparidad, el conservadurismo de la evolución posterior al Cámbrico o los casos de pérdida y supervivencia.
Para Gould, hay un patrón conservador indicado por una reducción en la disparidad medida por la falta de nuevos planes corporales y la falta de modificaciones importantes de los anteriores. Dado que la evolución en general no ha cesado en los últimos 500 millones de años, esto plantea una serie de preguntas. Sin embargo, Dawkins y más, su exalumno Mark Ridley piensa que la afirmación básica de Gould sobre el patrón de la historia es incorrecta. El enfoque central de Ridley es la cladística, en la cual el propósito de la sistemática biológica es descubrir y representar las relaciones genealógicas entre las especies. Las clasificaciones biológicas son, por lo tanto, genealogías evolutivas, donde solo se reconocen y nombran grupos monofiléticos (por ejemplo, géneros, familias, órdenes, clases, phyla). Para los cladistas, la similitud y la disimilitud no son características objetivas del mundo de los vivos; son productos de las percepciones humanas. Por lo tanto, mientras que algunas diferencias morfológicas y fisiológicas son más importantes para nosotros, y más llamativas o sorprendentes, este es un hecho sobre nosotros, no la historia de la vida. Por el contrario, las reconstrucciones genealógicas -quién está relacionado con quién- son hechos objetivos independientes de la percepción del observador. Sterelny discute cómo los cladistas y Dawkins creen que Gould sobreestima la disparidad cámbrica, y señala que si bien la distinción entre disparidad y diversidad es muy plausible, a falta de una buena explicación de la naturaleza de la disparidad y sus medidas objetivas, "la existencia del patrón desconcertante de Gould sigue siendo conjetural ". (p.141)
Finalmente, en el capítulo 11, Sterelny discute la "escalera mecánica evolutiva", o la tendencia en el tiempo a que la vida en la tierra muestre un aumento progresivo tanto en complejidad como en adaptabilidad. Si bien Gould no rechaza abiertamente esto, cree que es una manera engañosa de pensar en la historia de la vida. Como en el caso anterior, con el ejemplo de los caballos, Gould argumenta que no ha habido una tendencia direccional, sino más bien una extinción masiva en el linaje de los caballos, y que los remanentes supervivientes pasaron a ser grandes pastores. Entonces, la aparición de una tendencia se genera por una reducción en la heterogeneidad. "Una tendencia que es rehén de un cambio entre la vida y la muerte no es una tendencia en absoluto". (p.146) En la escala de complejidad, aplica lo mismo. "Lo que consideramos un aumento progresivo de la complejidad es un cambio en la diferencia entre el organismo menos y el más complejo. Es un cambio en la extensión de la complejidad". (p.146) La vida comienza en la forma más simple que las restricciones de la química y la física permitirán, con bacterias probablemente cerca de ese límite. "Así que la vida comienza en el nivel mínimo de complejidad. Dado que incluso ahora casi todo lo que está vivo es una bacteria, en su mayor parte la vida se ha mantenido así". (p.146) Pero ocasionalmente la vida construye un linaje que se vuelve más complejo con el tiempo. No existen mecanismos evolutivos globales que impidan que organismos más complejos evolucionen a partir de otros más simples o que lo hagan más probable. La complejidad tiende a derivar porque el origen del punto de vida está cerca del límite inferior físico. Tales criaturas complejas son relativamente menos que las bacterias, que todavía dominan la vida, pero la diferencia entre los organismos más simples y más complejos tiende a aumentar con el tiempo.
Para Gould, este desplazamiento hacia arriba en complejidad no es lo mismo que el progreso direccional. "Volver a reproducir la cinta" de la historia de la vida no garantizaría los mismos resultados, especialmente porque los eventos de extinción en masa hacen que la historia sea completamente impredecible. Por el contrario, Dawkins y Simon Conway Morris piensan que el curso de la historia evolutiva es más predecible que Gould. Argumentan que "la evolución convergente es una característica tan omnipresente de la evolución que el amplio esbozo de la evolución es altamente predecible. Las vías evolutivas están limitadas por la oportunidad y la posibilidad. No hay muchas formas de construir organismos en funcionamiento, por lo que podemos predecir esa evolución se moverán a lo largo de este pequeño conjunto de caminos. Muchas de las características más distintivas de los sistemas vivientes han evolucionado más de una vez. Algunos de ellos (como los ojos) han evolucionado muchas veces ". (p.149) Además, Dawkins piensa que la evolución es progresiva, no en un sentido antropocéntrico, sino porque con el tiempo la vida se adapta mejor, aunque no en todos los aspectos, como cuando cambian las condiciones locales y los organismos se mueven o readaptan. "No hay ninguna razón para suponer que haya una flecha de mejora general aquí". (p.150)
Sin embargo, Dawkins cree que las relaciones entre los organismos y sus enemigos, como la presa depredadora o las relaciones entre el parásito y el huésped, están encerradas en una carrera armamentista permanente, y tales linajes generan un cambio progresivo. "Tanto el depredador como la presa se volverán absolutamente más eficientes en la caza y evitarán a los cazadores, aunque su éxito relativo con respecto a los otros no cambiará con el tiempo". (p.151) Por lo tanto, el progreso es real aunque parcial e intermitente. "Parcial porque se genera solo cuando los regímenes selectivos son a la vez direccionales y estables: seleccionando el mismo tipo de cambio fenotípico durante períodos largos, como en las carreras de armamentos ... intermitente porque cada carrera de armamentos se verá finalmente interrumpida por cambios ambientales a gran escala " (p.151) Sin embargo, mientras estaban en progreso, cada linaje mejoraba objetivamente.
Para Sterelny, Gould exagera su caso, y "hay más en la historia de la complejidad de la vida que un aumento gradual de la varianza". (p.151) Cita la obra de 1995 The Major Transitions in Evolution, de John Maynard Smith y Eörs Szathmáry, en la que la historia de la vida implica una serie de transiciones importantes y, por lo tanto, direccionalidad inherente, con cada transición facilitando la evolución de organismos más complejos. Dawkins persigue un argumento similar, aunque menos detallado al discutir la evolución de la evolvabilidad, en la cual una serie de 'eventos de cuencas' hacen posibles nuevas formas de vida. Estas cuencas en evolvabilidad comprenden la evolución del sexo, de la vida multicelular junto con un ciclo de vida que lleva a los grandes organismos a través de una etapa de reproducción unicelular, y la evolución de un modo modular del desarrollo y la construcción de los cuerpos. "La segmentación, para Dawkins, es un caso especial de modularidad: crear una criatura a partir de fragmentos relativamente discretos. Una vez que la evolución ha inventado un trozo, puede modificarse o redistribuirse sin sofocar al resto del organismo". (p. 152)
Si bien a Gould también le interesa la capacidad de evolución, la diferencia crucial entre la visión de Gould y la de Maynard Smith, Szathmary y Dawkins radica en cómo ven la extensión de la complejidad. Para Gould, la complejidad se desplaza hacia arriba, teniendo un límite o pared inferior hacia la izquierda, "pero no un límite superior, y estas características de complejidad son fijadas por la bioquímica, no por el curso de la historia evolutiva". (p.153) Maynard Smith y Szathmary consideran que la historia evolutiva ha tenido límites superiores, o paredes a la derecha. Por ejemplo, hasta que evolucionó la vida eucariótica, había un límite superior de complejidad establecido por los límites intrínsecos del tamaño y la complejidad estructural de los procariotas, y durante "quizás 2 mil millones de años, la evolución bacteriana se limitó entre estos dos límites". (p.153) De manera similar, hasta que una serie de innovaciones evolutivas facilitaron la evolución de organismos multicelulares, la complejidad eucariota se estableció por los límites de una sola célula eucariótica. "Maynard Smith y Szathmary argumentan que la existencia social también tiene precondiciones evolutivas. Hasta que se cumplan, un muro queda a la derecha". (p.153) Mientras que para Gould, existen límites invariables establecidos por la física y la química, Maynard Smith, Szathmary y Dawkins ven la evolución como una transformación irreversible de estos límites. "La célula eucariota, la reproducción sexual y la diferenciación celular cambian la naturaleza de la posibilidad evolutiva. Estas posibilidades han cambiado con el tiempo en una dirección que aumenta la máxima complejidad alcanzable. En resumen, con el tiempo las reglas de la evolución cambian". (pp. 153-154) Así que la capacidad de evolución ha cambiado, con mecanismos de desarrollo que determinan la variación disponible para la selección. Gould afirma que las bacterias dominan todas las edades, incluida esta. Son los organismos más numerosos del mundo, tienen las vías metabólicas más dispares y pueden constituir la mayor parte de la biomasa mundial. "Todo esto es cierto e importante", con Dawkins haciendo observaciones similares. "Pero no es toda la verdad. Vivimos en una era en la que ahora son posibles muchas estructuras biológicas que antes no eran posibles. Esto es cierto e importante ". (p.153)

### Parte IV. El estado de la cuestión
En el capítulo 12, Sterelny señala que "Dawkins y sus aliados realmente tienen una concepción diferente de la evolución de la adoptada por Eldredge, Lewontin y otros colaboradores de Gould", pero que esto no explica el trasfondo de hostilidad generada en el debate, ilustrado por una serie de intercambios en el New York Review of Books. Pero las cuestiones se refieren principalmente a cuestiones internas de la teoría de la evolución, y aparte de las explicaciones psicológicas banales relacionadas con la reacción humana a la crítica pública, Sterelny piensa que en esencia son sus diferentes actitudes hacia la ciencia misma. Para Dawkins, la ciencia no es solo una luz en la oscuridad, sino "de lejos la mejor, y tal vez la única, luz". (p.158) Aunque no son infalibles, las ciencias naturales son el gran motor de la sociedad para producir conocimiento objetivo sobre el mundo, no solo un sistema de conocimiento entre muchos, y ciertamente no un reflejo socialmente construido de la ideología dominante contemporánea. Dawkins acepta que la ciencia no puede decir lo que debemos aceptar y rechazar, "pero no piensa en los valores como un tipo especial de hecho que puede estudiarse no científicamente", a pesar de que los valores son un tipo de hecho que los antropólogos pueden estudiar y lo hacen. "Lo peor de todo es que él piensa que la religión tiene una autoridad especial sobre los valores". (p.158)
La perspectiva de Gould es más ambigua, en la cual algunas preguntas importantes están fuera del alcance de la ciencia, cayendo en el dominio de la religión. "En este tema, las opiniones de Dawkins son simples. Es un ateo. Los temores de todas las variedades son simplemente malas ideas sobre cómo funciona el mundo, y la ciencia puede probar que esas ideas son malas. Lo que es peor, como él lo ve, estas malas ideas han tenido en su mayoría consecuencias socialmente desafortunadas ". (pp. 158-159) En contraste, Gould pensó que el teísmo es irrelevante para la religión. "Interpreta la religión como un sistema de creencias morales. Su característica esencial es que hace afirmaciones morales sobre cómo debemos vivir. En opinión de Gould, la ciencia es irrelevante para las afirmaciones morales. La ciencia y la religión se preocupan por los dominios independientes". (p.159) Sterelny considera que las opiniones de Gould sobre religión son "doblemente extrañas". (p.159) Primero, varias religiones hacen innumerables afirmaciones fácticas sobre la historia del mundo y cómo funciona, y esas afirmaciones a menudo son la base de mandamientos morales. Segundo, la concepción de ética de Gould parece extraña. "¿Piensa que hay verdades éticas genuinas? ¿Existe conocimiento moral genuino?" (p.159) El pensamiento ético reciente tiene dos enfoques sobre esta cuestión, y tal vez el principal argumento contemporáneo sea la opinión "expresivista" de que las afirmaciones morales expresan la actitud del hablante hacia algún acto o individuo. En este punto de vista, "cuando, por ejemplo, llamo a alguien estúpido, no describo una propiedad moral particular de esa persona, sino que expreso mi disgusto por esa persona y sus actos". (pp. 159-160) La principal alternativa es el "naturalismo", en el cual las afirmaciones morales se basan en hechos, aunque complejos, sobre el bienestar humano. Gould parece negar ambas opciones. "Si el 'expresivismo' es correcto, no existe un dominio independiente del conocimiento moral al que contribuye la religión", con expresiones morales que reflejan no las características objetivas del mundo, sino las actitudes y opiniones de los hablantes. Por el contrario, "si el naturalismo es correcto, la ciencia es central para la moralidad, ya que descubre las condiciones bajo las cuales actuamos". (p.159)
Gould piensa que hay dominios importantes del entendimiento humano donde la ciencia no tiene ningún papel, y además es escéptico sobre el papel de la ciencia dentro de su dominio "apropiado". Sin embargo, rechaza las versiones extremas del relativismo postmoderno. La evolución es un hecho objetivo, que contiene hechos objetivos, y esos hechos no son solo aspectos de un mito de la creación occidental que refleja la ideología dominante, o un elemento del paradigma paleontológico actual. "Así que hasta cierto punto Gould comparte con Dawkins la opinión de que la ciencia ofrece conocimiento objetivo sobre el mundo tal como es". (p.161) Pero si bien la ciencia refleja evidencia objetiva y no es una mera construcción sociocultural "Gould argumenta que la ciencia está muy profundamente influenciada por la matriz cultural y social en la que se desarrolla", (p.161) con muchos de sus escritos que ilustran la influencia del contexto social en la ciencia y su sensibilidad última a la evidencia. Estos escritos "comenzaron como reflexiones sobre la historia natural, terminaron como reflexiones sobre la historia de la historia natural". (p.161) El libro de Gould, Time's Arrow, Time's Cycle (publicado por primera vez en 1987) "ubica el desarrollo de nuestra concepción de la historia profunda en su contexto cultural e intelectual sin ninguna sugerencia de que ese contexto cultural pervirtió el desarrollo de la geología", mientras que en Wonderful Life, Gould argumentó que "la fauna de los esquistos de Burgess fue malentendida porque fueron interpretados a través de la ideología de su descubridor". (p.162) The Mismeasure of Man es la obra más famosa de Gould sobre los temas de intereses socioculturales que conducen a la ciencia mala, la pseudociencia, la ciencia racista y sexista, donde "un contexto ideológico particular condujo a una apreciación distorsionada y deformada de la evidencia sobre la diferencia humana ". (p 162)
Por lo tanto, "un fuerte contraste entre Dawkins y Gould es sobre la aplicación de la ciencia en general, y la biología evolutiva en particular, a nuestra especie". (p.162) Sin embargo, paradójicamente, los escritos más sistemáticos de Dawkins sobre la evolución humana exploran las diferencias entre la evolución humana y la de la mayoría de los otros organismos, en la que los humanos transmiten sus valores a través de ideas y habilidades que Dawkins llama memes. Para Dawkins, las ideas son a menudo como patógenos o parásitos, y se replican a través de las poblaciones humanas, a veces de manera bastante virulenta, siendo la religión evangélica un ejemplo sobresaliente. Las dudas sobre la fiabilidad y la precisión de la reproducción de la idea sugieren que la propia visión de la evolución cultural de Dawkins podría no funcionar. Pero su enfoque general ha ganado cierta popularidad, como lo ilustran las obras que exploran la interacción entre la evolución cultural y biológica, como el libro de Peter Richerson y Robert Byds, Not By Genes Alone, así como el de Eytan Avital y Eva Jablonka Animal Traditions. "Así que aunque Dawkins aborda el comportamiento humano usando herramientas diferentes a las de los sociobiólogos estándar y los psicólogos evolutivos, está totalmente comprometido con la idea de que podemos entendernos solo en un marco evolutivo". (pp. 164-165) Esto contrasta con Gould. Mientras "por supuesto" acepta que los humanos son una especie evolucionada, "todo lo que no le gusta a Gould en el pensamiento evolutivo contemporáneo se une en la sociobiología humana y su psicología evolutiva descendiente. El resultado ha sido una campaña de veinte años de salvaje polémica contra teorías evolutivas del comportamiento humano. Gould odia la sociobiología ". Y "Es cierto que algunas psicologías evolutivas parecen simplistas", como el intento "poco convincente" de Randy Thornhill de argumentar que una tendencia hacia la violación es una adaptación evolutiva. (p.165) Sin embargo, los psicólogos evolutivos contemporáneos, y especialmente los antropólogos biológicos, han aceptado la necesidad de precaución al probar las hipótesis adaptacionistas. (p.165) Sin embargo, incluso los enfoques sociobiológicos más disciplinados reflejan diferentes enfoques de la evolución a los ejemplificados por Gould. "Tienden a no enfatizar la importancia del desarrollo y la historia para imponer restricciones a la adaptación, los problemas para traducir el cambio microevolutivo al cambio a nivel de especie, el papel de la contingencia y la extinción masiva en la remodelación de linajes evolutivos o la importancia de la paleobiología para la biología evolutiva ", (p.166) que probablemente jugó un papel en la hostilidad de Gould. Pero Sterelny sospecha que más que nadie, Gould pensó que "estas ideas son peligrosas, mal motivadas y erróneas. Apestan a la arrogancia, a la ciencia que se mueve más allá de su propio dominio e incautamente en eso". Por el contrario, para Dawkins, el conocimiento de las bases evolutivas del comportamiento humano es potencialmente liberador, y "incluso podría ayudarnos a escapar del cáliz envenenado de la religión". (p.166)
Finalmente, en el capítulo 13, Sterelny resume los contrastes fundamentales entre los puntos de vista de Dawkins y Gould. En el argumento de Dawkins, la selección actúa sobre linajes de replicadores, que son en su mayoría, pero no exclusivamente, genes. Las ideas y habilidades son los replicadores en animales capaces de aprendizaje social, y "los primeros replicadores ciertamente no eran genes". (p.167) La competencia genética se produce a través de alianzas de construcción de vehículos, y la selección depende de influencias repetibles en esos vehículos. Otras estrategias de replicación genética incluyen alternativas, cuyas perspectivas se mejoran a expensas de la adaptabilidad del vehículo. Y los genes de fenotipo extendidos mejoran ventajosamente su entorno. Los vehículos de los replicadores de Dawkins no necesitan ser individuos, sino que también pueden ser grupos, aunque la cooperación animal no es suficiente para reclamar la selección grupal. El imperativo explicativo central de la Evolución es la existencia de una adaptación compleja, que solo puede explicarse por selección natural. Esta adaptación compleja evoluciona de forma gradual, con errores de replicación ocasionales que producen un cambio fenotípico grande pero que puede sobrevivir. Los humanos son especies inusuales en el sentido de que son vehículos tanto para los memes como para los genes, aunque los humanos no están exentos de las explicaciones biológicas evolutivas. El extrapolacionismo es una teoría que funciona bien, con la mayoría de los patrones evolutivos como resultado del cambio microevolutivo en un vasto tiempo geológico. Los linajes animales principales son el resultado de procesos de especiación ordinarios, aunque los cambios en la posibilidad de expansión pueden resultar en alguna forma de selección de nivel de linaje.
En contraste, Gould considera que la selección generalmente actúa sobre los organismos en una población local, aunque en teoría y en la práctica, puede ocurrir en muchos niveles, con cambios en un nivel que a menudo afectan las opciones futuras en otros niveles. La selección puede ocurrir a nivel de grupo, con algunos linajes de especies que tienen características que hacen que la extinción sea menos probable o que la especiación sea más probable. Y aunque es raro, la selección puede ocurrir en los genes dentro de un organismo. Si bien la selección es importante y requiere comprensión, es solo uno de los muchos factores que explican los eventos microevolutivos y los patrones macroevolutivos. Además, las adaptaciones complejas son solo un fenómeno explicativo en la biología evolutiva. El extrapolacionismo no es una buena teoría, ya que los patrones a gran escala en la historia de la vida no se pueden explicar mediante la extrapolación de eventos cuantificables en las poblaciones locales. La biología evolutiva necesita una teoría de la variación, que explique el efecto de la oferta de variación sobre la potencialidad del cambio. Mientras que los humanos son animales evolucionados, los intentos de explicar el comportamiento humano usando técnicas de biología evolutiva han fracasado en gran medida, "viciados por una comprensión unilateral de la biología evolutiva. A menudo han sido biológicamente ingenuos". (p.170)
Sterelny señala que estos debates siguen vivos y en desarrollo, sin una decisión final posible todavía. "Pero podemos decir algo sobre cómo se desarrolló la discusión". (Pág. 170) Afirma que "la idea de que los puntos de vista de selección de genes de la evolución son tácitamente dependientes del reduccionismo y el determinismo genético es un error. Dawkins y los otros seleccionistas de genes no creen que nada suceda en la evolución sino en la frecuencia de los genes. " (p.170) No niegan la importancia del organismo o fenotipo, que ven como vehículos de selección, o "máquinas de supervivencia", que interactúan con otras máquinas de supervivencia y con el medio ambiente en formas de replicación de los genes cuyos vehículos son. Pero hay otras estrategias para mejorar la replicación aparte de la construcción del organismo. Los fenotipos extendidos, como los ejemplificados por especies parasitarias, son comunes e importantes, con probablemente todos los grupos de genes parásitos, incluidos los "genes cuyos efectos adaptativos se encuentran en los organismos hospedadores". (p.171) Y "el recuento de parásitos es desconocido, pero está creciendo todo el tiempo", y puede pasar a ser más común que lo que se piensa.
Sterelny señala que "el seleccionismo genético no es determinismo. Ningún seleccionador de genes piensa que, por lo general, existe una relación simple entre portar un gen particular y tener un fenotipo particular". Mientras existen, como el gen de la hemoglobina de células falciformes, son la excepción y no la regla. Las ideas de selección génica son compatibles con la dependencia del contexto de la acción génica, pero presuponen una relación regular razonable entre un gen específico en el genotipo de un organismo y algún aspecto de la expresión fenotípica del organismo. Suponen que dentro de los linajes genéticos, el efecto en sus vehículos será bastante similar. "Por lo tanto, aunque los genetistas no son deterministas genéticos, están apostando por la biología del desarrollo. Cuando se revitalizan a las características recurrentes del contexto, la acción del gen resultará ser bastante sistemática. No hay razón para suponer que esta corazonada sea falsa, pero no se sabe que sea verdadera". (p.172)
La biología del desarrollo es relevante para este debate de otra manera importante: "El papel de la selección en la evolución. Gould está apostando a que cuando los hechos de la biología del desarrollo estén presentes, resultará que las posibilidades evolutivas de la mayoría de los linajes están muy restringidas", a algunas características "congeladas" en sus respectivos linajes. "Están atrincherados en el desarrollo. Es decir, estas características organizacionales básicas están conectadas en el desarrollo a la mayoría de los aspectos del fenotipo del organismo, y eso los hace difíciles de cambiar". (p.172) Y "dado que la variación en estas características congeladas es improbable, la selección probablemente no será importante para explicar su persistencia", (página 173) y Gould piensa que los "accidentes congelados" son importantes en las explicaciones de los patrones evolutivos encontrados en el registro fósil. Por el contrario, Dawkins piensa que con el tiempo, la selección puede alterar el rango de posibilidades evolutivas de un linaje. "Así que piensa que la selección tiene un rango más amplio de variación con la que trabajar, y que cuando los patrones existen durante largos períodos ... la selección habrá jugado un papel estabilizador". (p.173) La integración de la evolución y el desarrollo "es el tema más candente en la teoría evolutiva contemporánea, y este tema aún está ciertamente abierto". Al hablar de los efectos de las mutaciones, la "mejor suposición actual de Sterelny es que la biología del desarrollo probablemente genera sesgos en la variación disponible para la selección y, por lo tanto, las trayectorias evolutivas a menudo dependerán de la selección y de estos sesgos en la oferta" (p.173), vindicando la opinión de Gould de que la biología del desarrollo es crucial para explicar los patrones evolutivos. (p.174)
"Pero es más difícil ver cómo resolver algunas de las otras afirmaciones de Gould sobre la historia de la vida a gran escala. A pesar de la verosimilitud de la distinción entre disparidad y diversidad, no estamos cerca de construir una buena explicación de la disparidad y su medición". (p.174) Además, la evolución convergente desmiente la imprevisibilidad que supone Gould. Sin embargo, "la mayoría de los ejemplos de convergencia no son independientes de los experimentos evolutivos. Se refieren a linajes con una enorme cantidad de historia compartida y, por lo tanto, potencial de desarrollo compartido", como en "el ejemplo estándar de aerodinámica de reptiles marinos, tiburones, peces pelágicos óseos". como el atún y los delfines ". (p.175) Además, "la escala no es lo suficientemente grande. El hecho de que los ojos hayan evolucionado a menudo no muestra que, por ejemplo, los primeros cordados sucumbieron por un poco de mala suerte (y se extinguieron), y luego los vertebrados los organismos habrían evolucionado de nuevo ". (p.75) Además, la principal preocupación de Gould no es con los complejos adaptativos, que son la fuente de los ejemplos citados anteriormente, "sino con planes corporales, formas básicas de ensamblar organismos". Sterelny piensa que "tenemos que calificar los reclamos de contingencia de Gould como: 'No lo sé, y en este momento no sé cómo averiguarlo'". (p 175)
A Gould le parece correcto que las extinciones masivas desempeñaron un papel en la configuración de la historia evolutiva, y "probablemente sea cierto que la extinción funciona por diferentes reglas en los regímenes de extinción masiva". (pág 176) Algunas ideas son difíciles de evaluar, como por ejemplo si las extinciones masivas filtran las características de las especies o de los individuos que las componen. También es difícil decir cuán fundamental es el desacuerdo entre Gould y Dawkins sobre esto. Pero la apuesta de Sterelny es que Gould puede tener razón al pensar que la supervivencia o extinción en la extinción masiva depende de las propiedades de la especie. "Sin embargo, ha resultado difícil encontrar ejemplos realmente claros y empíricamente bien fundados para respaldar esta corazonada". (p. 176) Alguna vez se pensó que la reproducción sexual se mantenía por selección de especies, lo que Sterelny describe. Sin embargo, señala que "esta idea ha caído recientemente en tiempos difíciles", con nuevas ideas basadas en individuos que se están desarrollando. Además, el mantenimiento a nivel de especie de la reproducción sexual "tiene un problema: el sexo no siempre promueve la capacidad de evolución", rompiendo y creando combinaciones de genes ventajosas. (p.177)
"Así que ha sido difícil encontrar ejemplos realmente convincentes de propiedades a nivel de especie que se construyan por selección a nivel de especie. El problema es encontrar: (i) rasgos que son aspectos de las especies, no de los organismos que componen la especie; ii) los rasgos que son relevantes para la extinción y la supervivencia, y (iii) los rasgos que se transmiten a las especies hijas, nieta, etc. " Y "la transmisión a las especies hijas es especialmente problemática". (Pág. 177) Al final, Sterelny afirma que sus propios puntos de vista están mucho más cerca de Dawkins que de Gould, especialmente con respecto a los cambios en la microevolución dentro de las poblaciones locales. "Pero la macroevolución no es solo una microevolución ampliada, sino que la perspectiva paleontológica de Gould ofrece información real sobre la extinción en masa y sus consecuencias, y, tal vez, la naturaleza de las especies y la especiación". Y se considera que Gould amplía la agenda explicativa de la biología evolutiva para incluir patrones a gran escala en la historia de la vida. "Por lo tanto, Dawkins tiene razón sobre la evolución a escala local, pero tal vez Gould tenga razón sobre la relación entre los eventos a escala local y aquellos a gran escala del tiempo paleontológico". (p.178)

## Lectura sugerida
La sección de Lectura Sugerida de cada capítulo es una extensión del capítulo, dirigida a señalar al lector el material que puede ayudar a su comprensión de los temas en discusión.
Esta sección del libro de Sterelny contiene, capítulo por capítulo, una lista completa de lecturas recomendadas, que cubren todas las publicaciones principales de Dawkins, Gould y sus respectivos defensores, junto con muchas publicaciones menos conocidas de ellos, con comentarios acompañantes sobre los autores, las publicaciones, o ambos. Además, la legibilidad de las diversas publicaciones y la relevancia de las publicaciones para los temas en discusión, así como la relación de las publicaciones entre sí, tales como los autores que se responden entre sí a través de sus publicaciones, o que apoyan la postura de otras publicaciones, etc. También trata de aclarar algunos puntos en el proceso.

## Leer también
- The Selfish Gene. New York City: Oxford University Press. 1976. ISBN 0-19-286092-5.
- The Ancestor's Tale: A Pilgrimage To the Dawn of Life. London: Weidenfeld & Nicolson. 2004. ISBN 0-297-82503-8.
- Dennett, Daniel (1995), Darwin's Dangerous Idea (Evolution and the Meaning of Life), Simon & Schuster, ISBN 0-684-82471-X.. Dennett explora el significado y el poder de la selección natural. Apoya a Dawkins con sus puntos de vista sobre la evolución, y es a veces bastante crítico del enfoque de Gould.
- The Structure of Evolutionary Theory. Cambridge: The Belknap Press of Harvard University Press. 2002. ISBN 0-674-00613-5.
- The Darwin Wars. London: Simon and Schuster. 1999. ISBN 0-684-85144-X.

- Datos: Q5242372